# Assioet (gouvernement)
Assioet (Asyut, Arabisch: أسيوط) is een van de 29 gouvernementen van Egypte en ligt rond een stuk van zo'n 120 kilometer van de Nijl in het centrale deel van het land. De hoofdstad van het gouvernement heet eveneens Assioet.
Het heeft een oppervlakte van 1553 vierkante kilometer en telde eind 2006 ruim 3,4 miljoen inwoners. De naam Assioet is afgeleid van het Oudegyptisch en betekent bewaker.
In Assioet liggen onder meer de tombes van Meir en het pelgrimstadje Durunka.